# Дерби Чёрной страны
Дерби Чёрной страны (англ. Black Country derby) — название футбольных матчей  между английскими клубами «Вест Бромвич Альбион» и «Вулверхэмптон Уондерерс». Это спортивное дерби между командами, расположенными в регионе Чёрная страна, графство Уэст-Мидлендс.
Одно из старейших дерби в мировом футболе: первая официально признанная встреча между командами состоялась 2 января 1886 года в Кубке Англии, а 15 декабря 1888 года «Вулверхэмтон» сыграл против «Вест Бромвича» в рамках первого сезона Футбольной лиги. Соперничество между двумя клубами всегда было ожесточённым, но особенную принципиальность оно приобрело в 1950-е годы, когда «Вулверхэмптон» был одним из доминирующих клубов в Англии, но и у «Альбион» была сильная команда с такими игроками как Ронни Аллен и Дерек Кевен.
Также под «дерби Чёрной страны» понимают матчи одной из двух вышеназванных команд против «Уолсолла», расположенного в том же регионе. «Альбион» и «Уондерерс» провели между собой 160 матчей, «Альбион» и «Уолсолл» — 14, «Уондерерс» и «Уолсолл» — 16. В настоящее время все три клуба выступают в разных дивизионах.
По результатам опроса 2008 года, в котором приняло участие 6000 болельщиков, дерби между «Вест Бромвич Альбион» и «Вулверхэмптон Уондерерс» было признано самым принципиальным дерби в английском футболе.

## История
Первые дерби Чёрной страны прошли ещё до образования Футбольной лиги. 20 января 1883 года «Вест Бромвич Альбион» сыграл против «Вулверхэмптон Уондерерс» в третьем раунде Большого кубка Бирмингема (англ. Birmingham Senior Cup), одержав победу со счётом 4:2. Первый «официальный» матч между командами прошёл в 1886 году в рамках Кубка Англии, победу в нём одержал «Альбион». Год спустя вновь в Кубке Англии «Альбион» вновь выиграл дерби. В обеих случаях «Вест Бромвич» выходил в финал Кубка Англии. Первые матчи между «Уолсоллом» и «Вулверхэмптоном» и «Вест Бромвичем» также прошли в рамках Кубка Англии, в 1889 и 1900 годах соответственно.
В 1888 году «Вест Бромвич Альбион» и «Вулверхэмптон Уондерерс» были среди клубов-основателей Футбольной лиги Англии. Дерби между ними регулярно проходили в течение первых 13 сезонов существования Футбольной лиги с 1888 по 1901 год.
Пика противостояния дерби Чёрной страны достигло в 1950-е годы, когда и «Вест Бромвич Альбион», и «Вулверхэмптон Уондерерс» боролись за трофеи. Оба клуба играли в Первом дивизионе с 1949 по 1965 год. «Волки» в 1950-е годы финишировали в первой тройке чемпионата девять раз, трижды став чемпионами и дважды выиграв Кубок Англии в тот период. «Вест Бромвич» также был сильной командой, отличаясь яркой игрой в атаке; в 1954 году «дрозды» выиграли Кубок Англии, а в чемпионате заняли второе место (уступив титул «Вулверхэмптону»). Сезон 1953/54 является единственным, в котором две команды заняли две верхние строчки в чемпионате Англии по итогам сезона. «Волки» набрали 57 очков, опередив «дроздов» на 4 очка. В том же году обе команды встретились в рамках Суперкубка Англии, который завершился со счётом 4:4.

## Список дерби

### «Вест Бромвич Альбион» — «Вулверхэмптон Уондерерс»

#### Статистика
| Турнир            | Матчи | Победы ВБА | Ничьи | Победы «волков» |
| ----------------- | ----- | ---------- | ----- | --------------- |
| Лига              | 148   | 55         | 41    | 52              |
| Плей-офф          | 2     | 2          | 0     | 0               |
| Кубок Англии      | 11    | 8          | 2     | 1               |
| Суперкубок Англии | 1     | 0          | 1     | 0               |
| Итого             | 162   | 65         | 44    | 53              |

### «Вулверхэмптон Уондерерс» — «Уолсолл»

#### Статистика
| Турнир       | Матчи | Победы «Уолсолла» | Ничьи | Победы «волков» |
| ------------ | ----- | ----------------- | ----- | --------------- |
| Лига         | 12    | 3                 | 4     | 5               |
| Кубок Англии | 1     | 0                 | 0     | 1               |
| Кубок лиги   | 2     | 1                 | 1     | 0               |
| Трофей ФЛ    | 1     | 0                 | 1     | 0               |
| Итого        | 16    | 4                 | 6     | 6               |

### «Вест Бромвич Альбион» — «Уолсолл»

#### Статистика
| Турнир       | Матчи | Победы «Уолсолла» | Ничьи | Победы ВБА |
| ------------ | ----- | ----------------- | ----- | ---------- |
| Лига         | 8     | 4                 | 2     | 2          |
| Кубок Англии | 2     | 0                 | 1     | 1          |
| Кубок лиги   | 3     | 1                 | 1     | 1          |
| Трофей ФЛ    | 1     | 0                 | 0     | 1          |
| Итого        | 14    | 5                 | 4     | 5          |